# Trận Petersburg thứ hai
Trận Petersburg thứ hai, hay còn gọi là Cuộc công kích Petersburg, diễn ra trong các ngày 15–18 tháng 6 năm 1864, vào giai đoạn đầu của chiến dịch Richmond-Petersburg. Các lực lượng Liên bang miền Bắc dưới quyền chỉ huy của trung tướng Ulysses S. Grant đã cố gắng đánh chiếm Petersburg, Virginia trước khi Binh đoàn Bắc Virginia của đại tướng Liên minh miền Nam Robert E. Lee có thể kịp đến tăng viện cho thành phố.
Trận chiến kéo dài bốn ngày với nhiều cuộc công kích lặp đi lặp lại của quân miền Bắc nhằm vào lực lượng về căn bản nhỏ hơn nhiều của miền Nam do đại tướng P.G.T. Beauregard chỉ huy. Các vị trí phòng thủ vững chắc của Beauregard cùng với sự phối hợp yếu kém của các tướng lĩnh miền Bắc (đặc biệt là thiếu tướng William F. "Baldy" Smith, người đã bỏ lỡ cơ hội giành chiến thắng tốt nhất tỏng ngày 15 tháng 6) giúp bù đắp lại sự chênh lệnh lực lượng giữa hai bên. Đến ngày 18 tháng 6, các lực lượng tăng viện đáng kể của tướng Lee đã tiếp cận chiến trường và làm cho việc mở các cuộc tấn công tiếp theo trở nên không còn thực tế nữa. Thất bại của quân miền Bắc trong việc đánh bại đối phương ở trận này đã dẫn đến sự khởi đầu của cuộc vây hãm kéo dài 10 tháng xung quanh Petersburg.

## Trận đánh

### 15 tháng 6
Ngày 14 - 17 tháng 6 năm 1864, tướng Grant luồn qua vòng đai của tướng Lee, vượt sông James, kéo về Petersburg tiếp ứng Butler, bắt đầu cuộc tấn công thứ nhì.
Lữ đoàn bộ binh của William Farrar Smith dẫn đầu cuộc tấn công. Petersburg chỉ có 4.500 lính do P.G.T. Beauregard chỉ huy chống giữ. Quân của Smith tiến chậm quá nên khi đến nơi thì quân tiếp ứng của tướng Lee đã về kịp. Tuy vậy, Smith xua quân tràn sang, giành được vòng chiến hào đầu tiên.

### 16 tháng 6
Ngày 16 tháng 6, có thêm quân của Winfield Scott Hancock kéo đến yểm trợ Smith, đánh lui quân miền Nam trong vòng chiến hào thứ nhì. Một lữ đoàn khác được kéo đến và  giành được vòng chiến hào thứ ba. Nhưng quân miền Bắc không đủ sức đánh rấn tới. Beauregard lùi khỏi các chiến hào phòng thủ vùng Bermuda Hundred.

### 17 tháng 6
Trong hai ngày 17 - 18 tháng 6, quân miền Bắc cố gắng đánh nhưng không phá nổi tuyến phòng thủ sau cùng của tướng Lee và Beauregard, lại bị hao binh tổn tướng thê thảm.

### 18 tháng 6

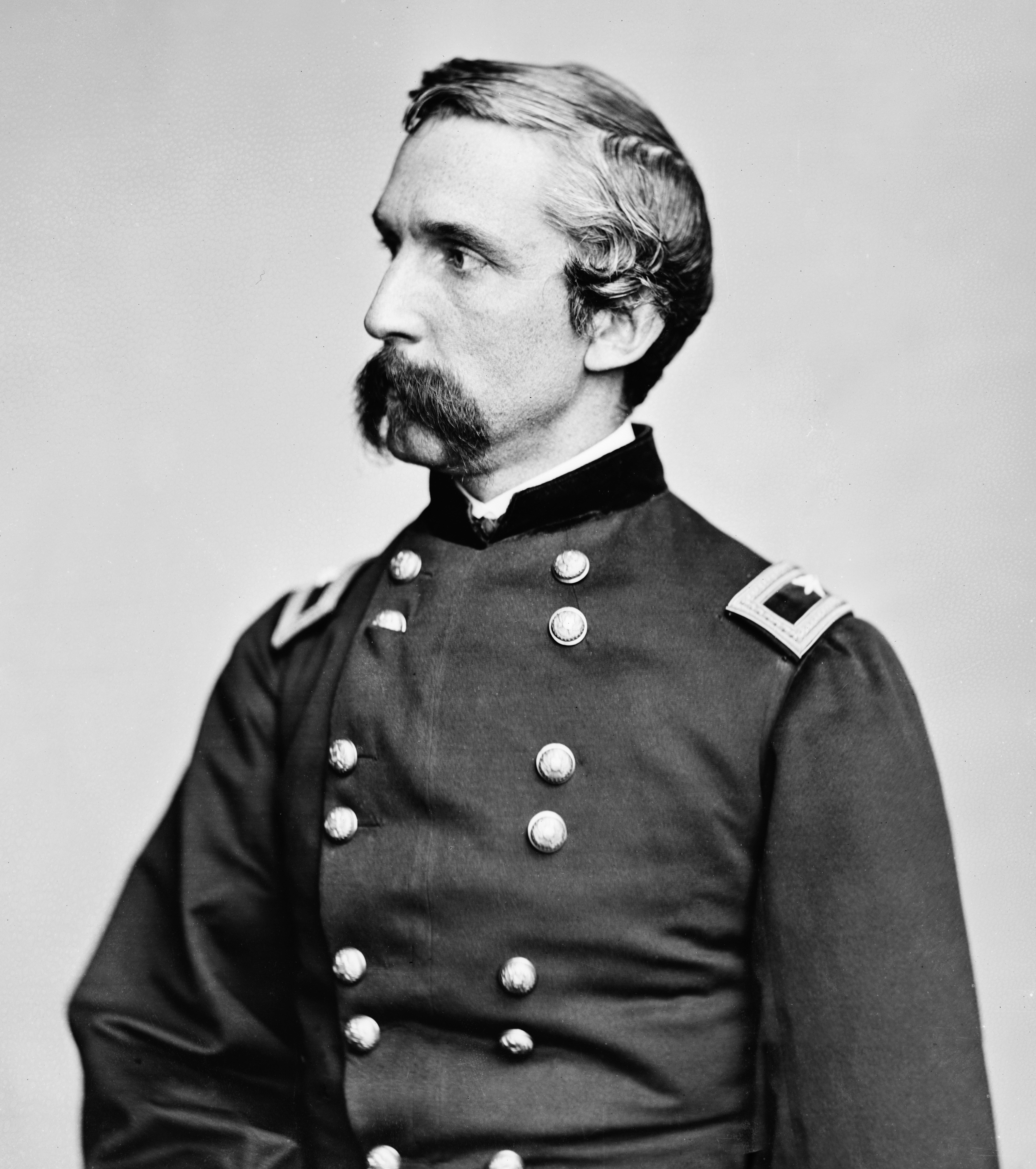
Joshua Chamberlain

Ngày 18 tháng 6, quân tiếp ứng của tướng Lee kéo đến yểm trợ, đánh bật nhiều đợt tấn công của quân miền Bắc. Đại tá Joshua Chamberlain chỉ huy lữ đoàn V miền bắc bị bắn trọng thương, báo chí ở nhà đã đăng tin ông chết, nhưng sau đó ông hồi phục và trở lại quân ngũ và được tướng Grant thăng lên chức tướng.

## Kết quả
Quân miền Bắc mất cơ hội chiếm Petersburg nhưng bù lại quân miền Nam không đủ sức đánh đuổi. Do đó quân miền Bắc lập dựng căn cứ bên ngoài, đào 30 dặm chiến hào khu đông-nam vào uy hiếp Petersburg trong 10 tháng. Hai bên cù cưa đánh nhau qua lại nhiều lần. Quân miền Nam tại Richmond thiếu tiếp viện từ Petersburg dần dần cũng suy yếu.